# Rottneros park

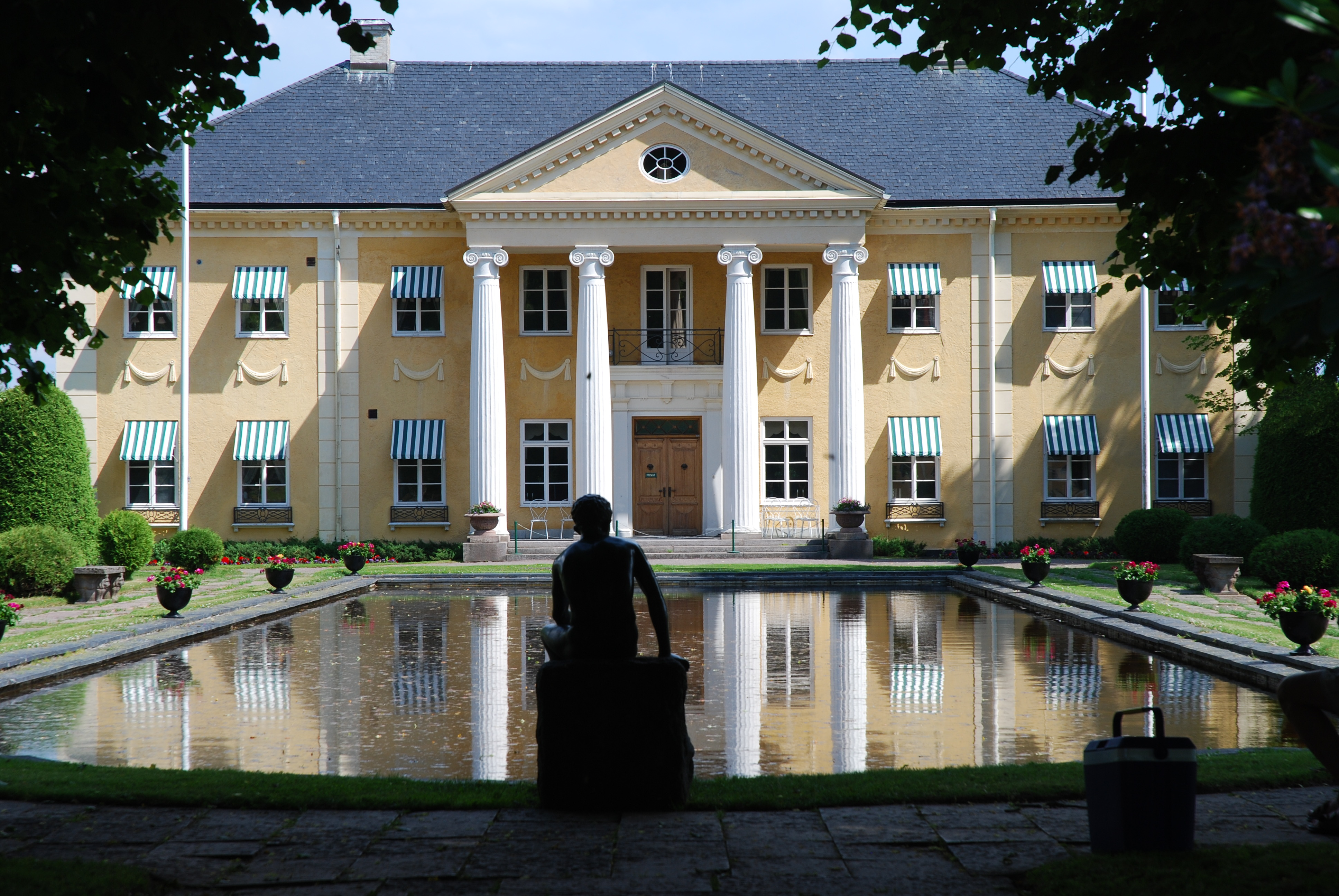
Rottneros herrgård med spegeldammen. I förgrunden Vilande Hermes

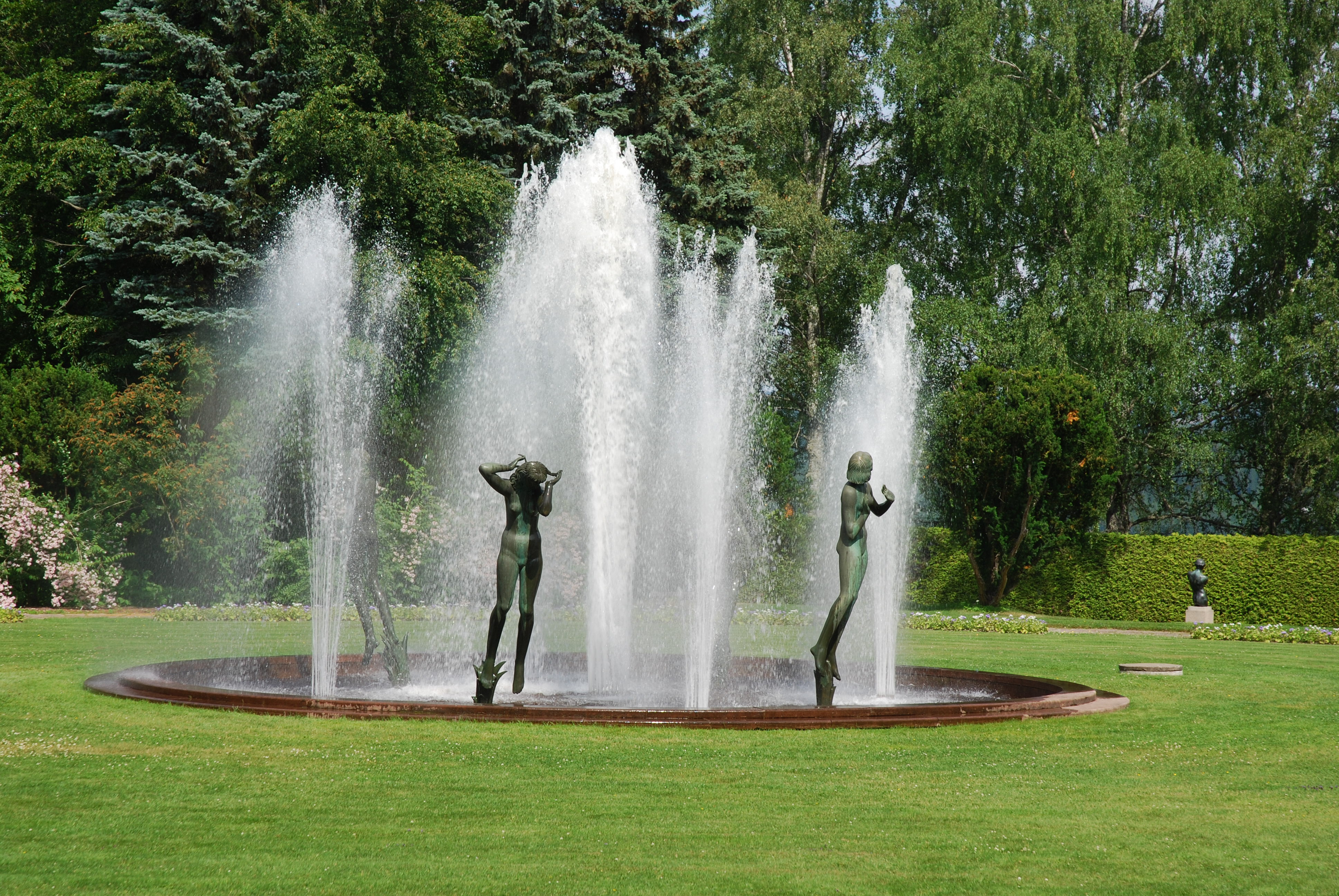
Millesplatsen med fyra kvinnofigurer ur Orfeusgruppen av Carl Milles

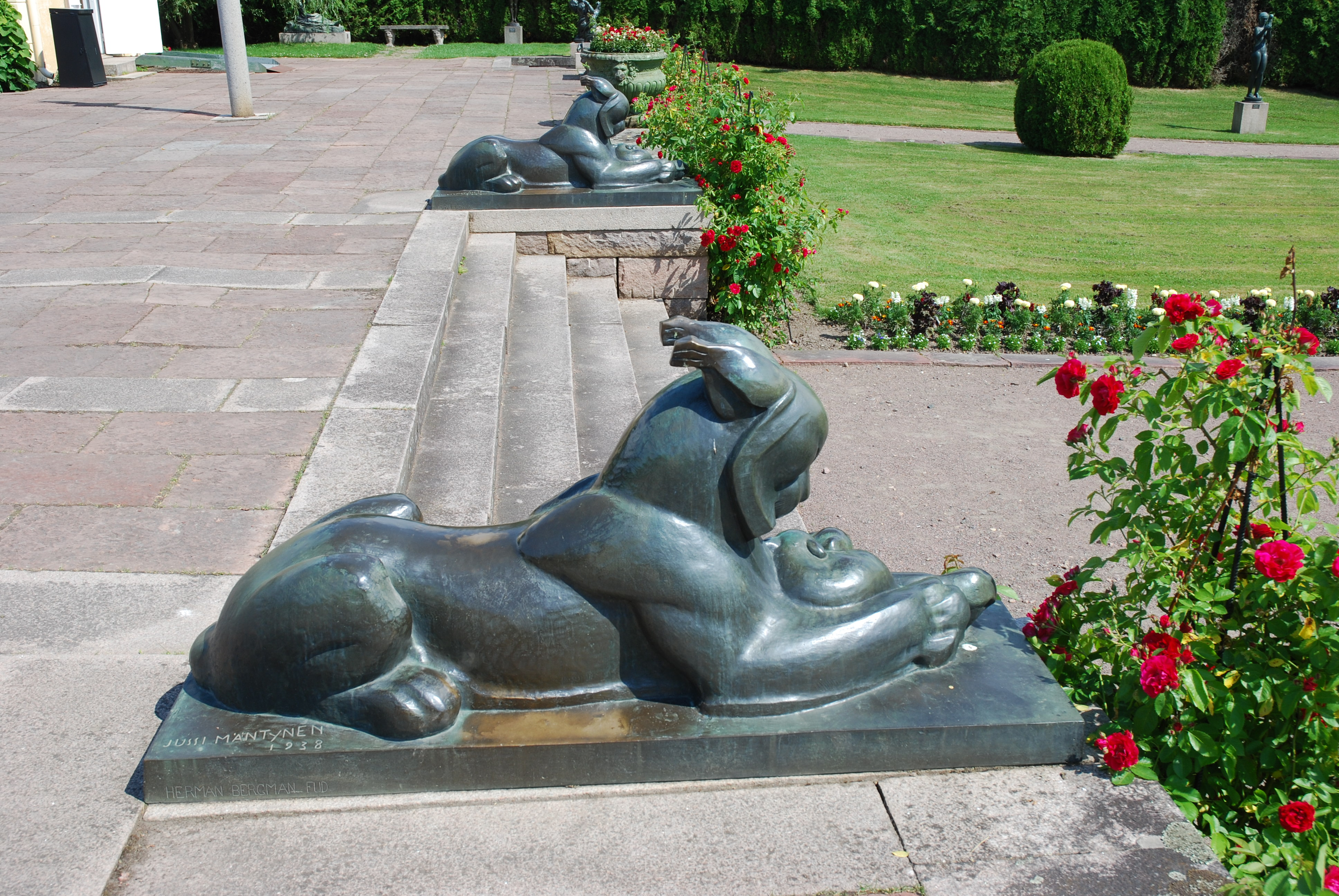
Modersstolthet av Jussi Mäntynen

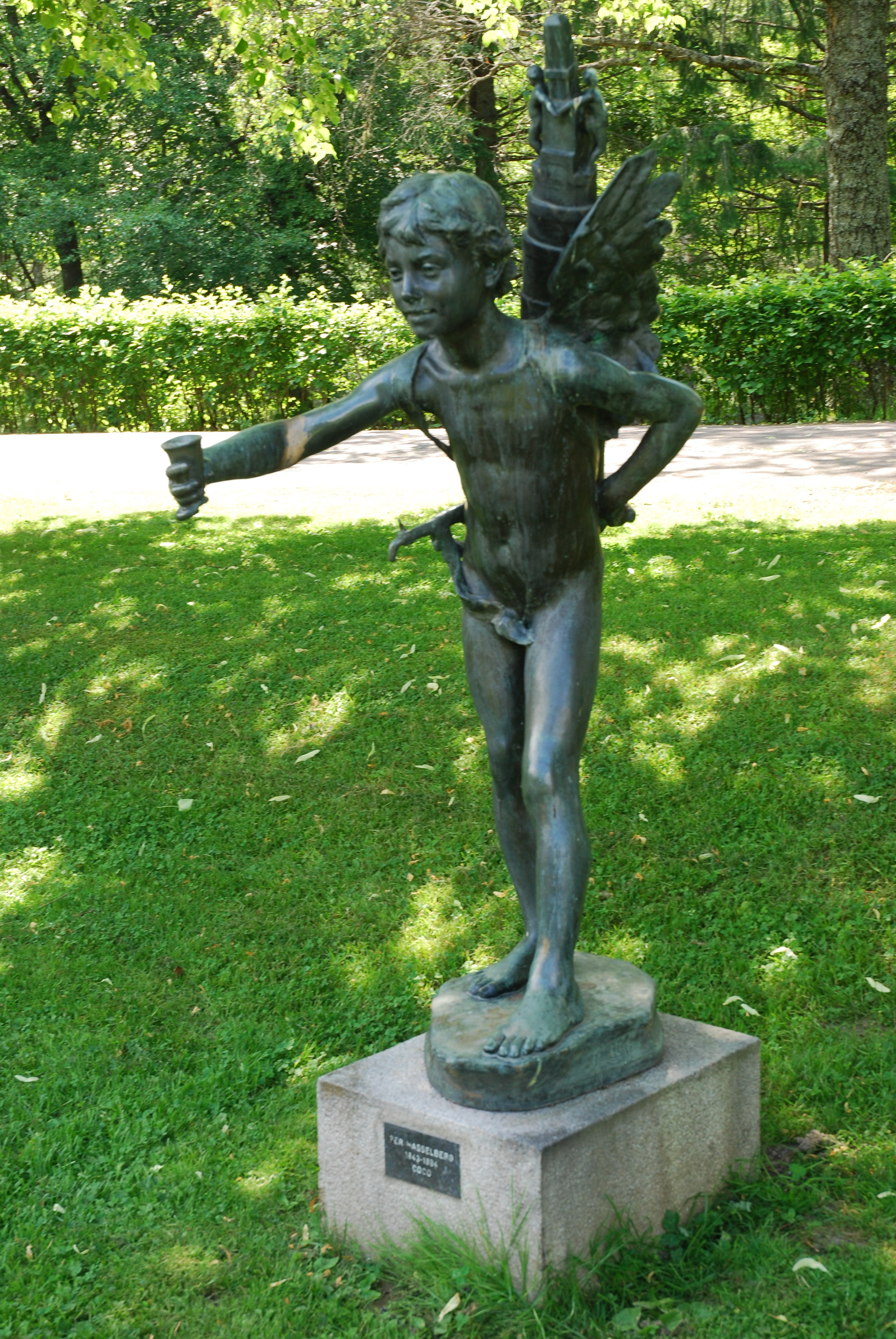
Coco av Per Hasselberg

Rottneros Park är en park i Rottneros i Sunne kommun. Skulpturparken är en av norra Europas största och anlagd enligt visionen om att skulptur och omgivande miljö ska samverka med varandra. Parken ägs idag av Stiftelsen Greta och Svante Påhlsons minne och drivs av det kommunala bolaget Rottneros Park Trädgård AB. Parken är öppen för visning sommartid. Rottneros är också känt som "Ekeby" i Selma Lagerlöfs berättelse Gösta Berlings saga. Parken vid Rottneros herrgård anlades 1932–59 av dåvarande ägaren av Rottneros herrgård Svante Påhlson med Edvard Jacobson och Sven Hermelin som trädgårdsarkitekter.
Ett återkommande event i Rottneros Park är "Rottneros Parkfest" (tidigare Trädgårdsfestivalen) som hålls i mitten av juli. Programmet innehåller föredrag, utställningar och artistuppträdanden. I parken finns även en stor lekpark.
Rottneros Park innehåller ett hundratal skulpturer från 1900-talets första hälft av ett trettiotal, huvudsakligen svenska konstnärer, trädgårdsanläggningar och en lekpark. Störst är skulptursamlingen av Carl Eldh, med 17 verk. Gunnar Nilsson, Eric Grate, Per Hasselberg och Christian Eriksson är representerade av fyra-sju verk vardera.

## Skulpturer i urval
- Sju år, brons av Sten Ericson
- Sittande pige, brons av Gerhard Henning
- Liggande pige, brons av Gerhard Henning
- Innocence, brons, av Carl Eldh
- Självkritik, brons, av Carl Eldh
- Prins Gustaf, av Carl Eldh
- Nymf, av Carl Eldh
- Linnéa, av Carl Eldh
- Gustaf Fröding, av Carl Eldh
- Ung flicka, av Carl Eldh
- Eva, av Carl Eldh
- Efter dagsverket, av Carl Eldh
- Dansen, av Carl Eldh
- Ungdom, av Carl Eldh
- Gustaf VI Adolf som kronprins, av Carl Eldh
- Systrarna, av Axel Wallenberg
- Coco, brons, av Per Hasselberg
- Grodan, brons av Per Hasselberg
- Snöklockan, av Per Hasselberg
- Vågens tjusning, av Per Hasselberg
- Näckrosen, av Per Hasselberg
- Venus med äpplet, brons, av Kai Nielsen
- Yngling, brons, av Ingebrigt Vik
- Mimi, brons, av Gunnar Nilsson
- Marianne, av Gunnar Nilsson
- Byst av Svante Påhlson, av Gunnar Nilsson
- Lilla Flora, av Gunnar Nilsson
- Vårens huldra, av Gunnar Nilsson
- Liggande faun, av Johan Tobias Sergel
- Selma Lagerlöf, brons av Arvid Backlund
- Djungel och Ishav, Eric Grate
- Folkvisa, Eric Grate
- Flicka på Fisk, Eric Grate
- Våren, Eric Grate
- Höst, Eric Grate
- Bågspännaren, Christian Eriksson
- Engelbrekt, Christian Eriksson
- Prinsessans huvud,Christian Eriksson
- Ödmjukhet, Christian Eriksson
- Läsande kvinna, Christian Eriksson
- Jaktnymf, Christian Eriksson
- Hjortdjur, Arvid Knöppel
- Småpike med vann i hand, Arne Durban
- Merkurius, Giovanni da Bologna
- Kristinanymf, John Lundqvist
- Moder Jord, Asmundur Sveinsson
- Flicka med snäcka, Anders Jönsson
- Far och Son, Olof Ahlberg
- Innerlighet, Olof Ahlberg
- Barnen vid stranden, Stig Blomberg
- Sittande pojke, Stig Blomberg
- Crokus, Tore Strindberg
- Flicka med fågelbad, Tore Strindberg
- Sandalbinderskan, Tore Strindberg
- Badande gosse, Tore Strindberg
- Selma Lagerlöf byst, Astri Bergman Taube
- Sjömanshustru, Ivar Johnsson
- Tranorna, Jussi Mäntynen
- Modersstolthet (1938), brons, Jussi Mäntynen
- Skremt, Gustav Vigeland
- Lo-Lo, Thorwald Alef
- Morgon, David Wretling
- Nils Holgersson, Jan-Erik Björk
- Framtiden, Wäinö Aaltonen
- Okänt kvinnohuvud, Erik Rafael-Rådberg
- Vilande Diana, Jean Goujon
- Fyra kvinnofigurer ur Orfeusgruppen (1936), brons, Carl Milles
- Skiss till Engelbrektsmonument, Carl Milles